# Discipline (gruppo musicale)
I Discipline sono un gruppo street punk olandese formatosi ad Veldhoven nel 1990. Hanno suonato tra gli altri con U.S. Bombs, Agnostic Front, Dropkick Murphys, The Business, Ignite, Motörhead e Hatebreed.

## Formazione

### Formazione attuale
- Merijn Verhees - voce (2012 - )
- Erik Wouters – chitarra (1998 - )
- Dave Moors – chitarra (2012 - )
- Carlo Geerlings – basso (1990 - )
- Joost Strijbos – batteria (1990 - )

### Membri passati
- Joost De Graaf - voce (1991 - 2010)[3]
- Hugo Geerlings – basso (1990 - 1996)
- Eric Kusters – chitarra (1996 - 2001)

## Discografia

### Album studio
- 1996 - Guilty as Charged
- 1998 - Bulldog Style
- 1999 - Nice Boys Finish Last
- 2001 - Love Thy Neighbor
- 2002 - Saint and Sinners
- 2004 - 100 % Thug Rock
- 2006 - Downfall of the Working Man
- 2008 - Old Pride, New Glory

### EP
- 1995 - Stompin' Crew
- 2000 - Hooligans Heaven

### Raccolte
- 2000 - Skinhead and Proud
- 2003 - Rejects of Society
- 2009 - Anthology

### Album live
- 2002 - Working Class Heroes

### Singoli
- 2003 - Everywhere We Go